# نورة كاي
نورة كاي (بالإنجليزية: Nora Kaye)‏ هي راقصة باليه ومنتجة أفلام أمريكية، ولدت في 17 يناير 1920 في بروكلين في الولايات المتحدة، وتوفيت في 28 فبراير 1987 في لوس أنجلوس في الولايات المتحدة بسبب سرطان.

## وصلات خارجية
- نورة كاي على موقع IMDb (الإنجليزية)
- نورة كاي على موقع الموسوعة البريطانية (الإنجليزية)
- نورة كاي على موقع قاعدة بيانات برودواي على الإنترنت (الإنجليزية)
- نورة كاي على موقع قاعدة بيانات برودواي على الإنترنت (الإنجليزية)
- نورة كاي على موقع قاعدة بيانات الفيلم (الإنجليزية)